# Symcha Blass
Symcha Blass (ur. 1897 w Warszawie, zm. 1982) – izraelski inżynier pochodzący z Polski, twórca pierwszego nowoczesnego systemu nawadniania kropelkowego.